# Penkun
Penkun is een gemeente in de Duitse deelstaat Mecklenburg-Voor-Pommeren, en maakt deel uit van de Landkreis Vorpommern-Greifswald.
De gemeente Penkun telt 1.765 inwoners. De gelijknamige hoofdplaats telt ongeveer 1200 inwoners.

## Plaatsen in de gemeente
- Penkun
- Grünz met Ortschaft Radewitz
- Sommersdorf met Ortschaft Neuhof
- Storkow
- Wollin met Ortschaft Friedefeld

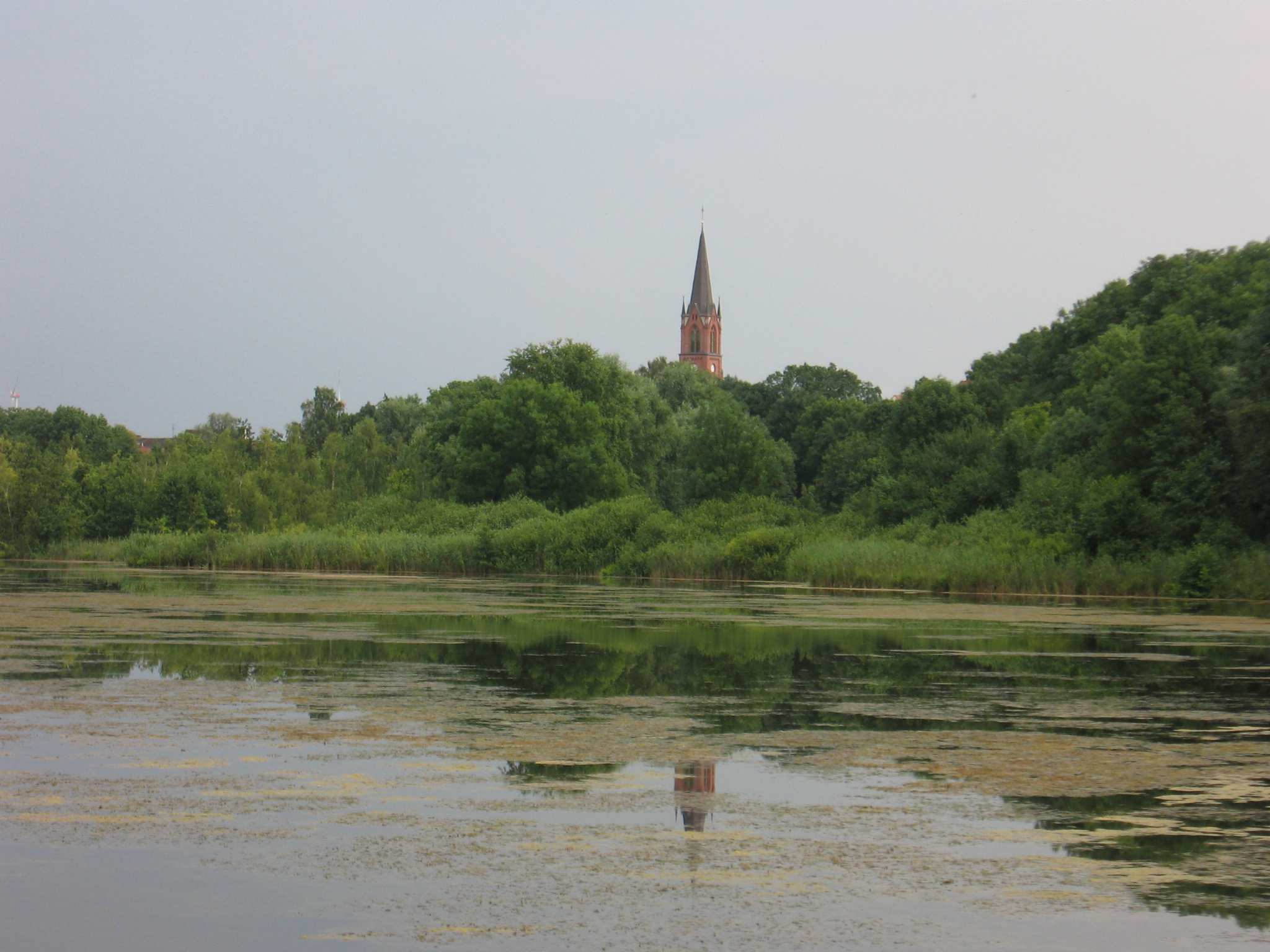
Meertje met zicht op de kerk
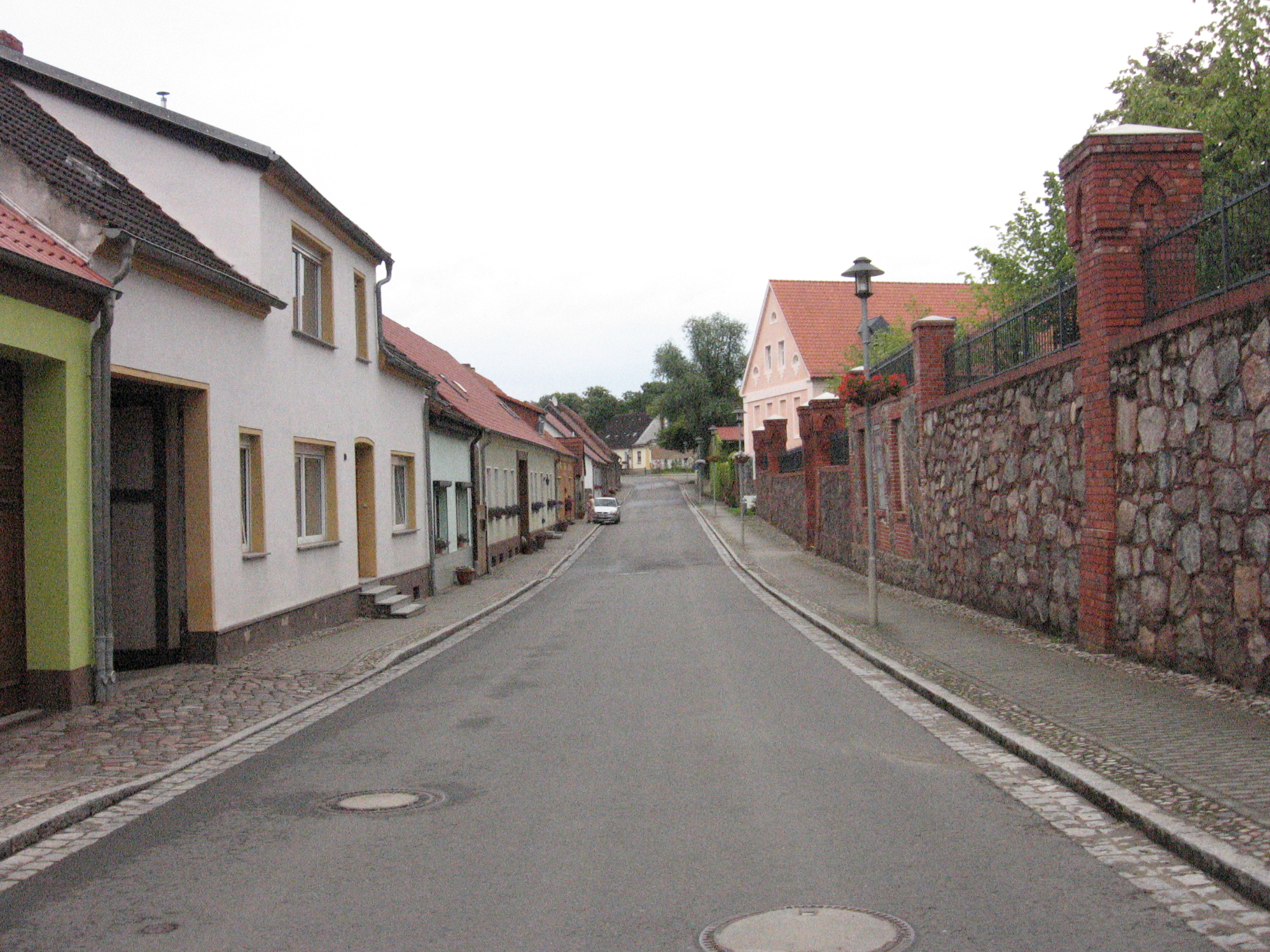
Doorgaande weg